# Риченхаузен
Риченхаузен (нем. Ritschenhausen) — община в Германии, в земле Тюрингия. 
Входит в состав района Шмалькальден-Майнинген. Подчиняется управлению Зальцбрюкке.  Население составляет 353 человека (на 31 декабря 2010 года). Занимает площадь 7,45 км².

## Фотографии

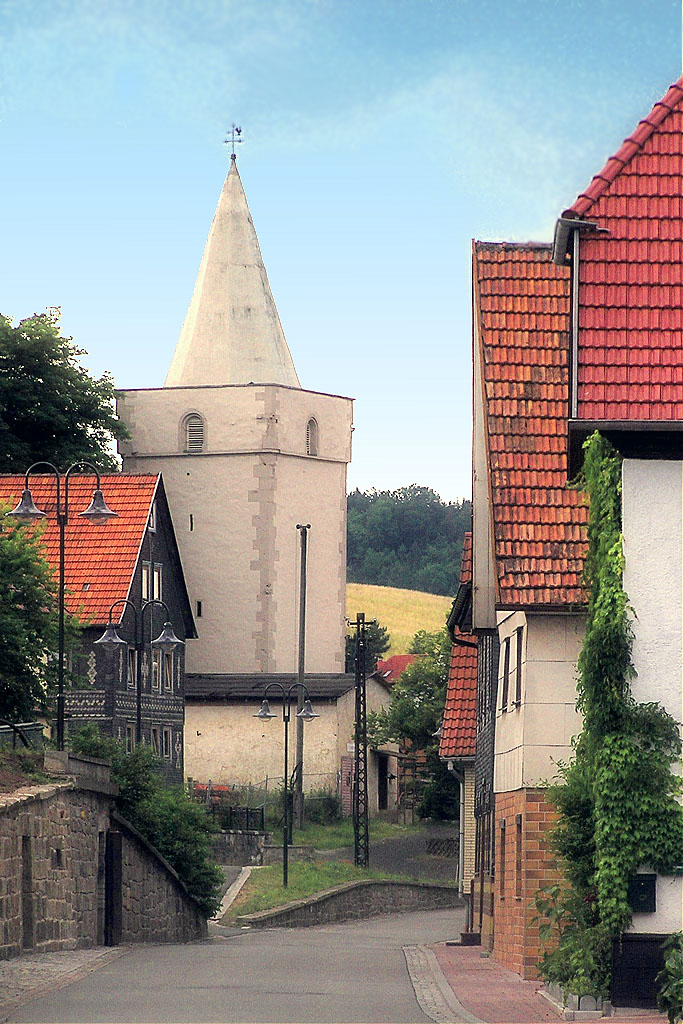
Церковь
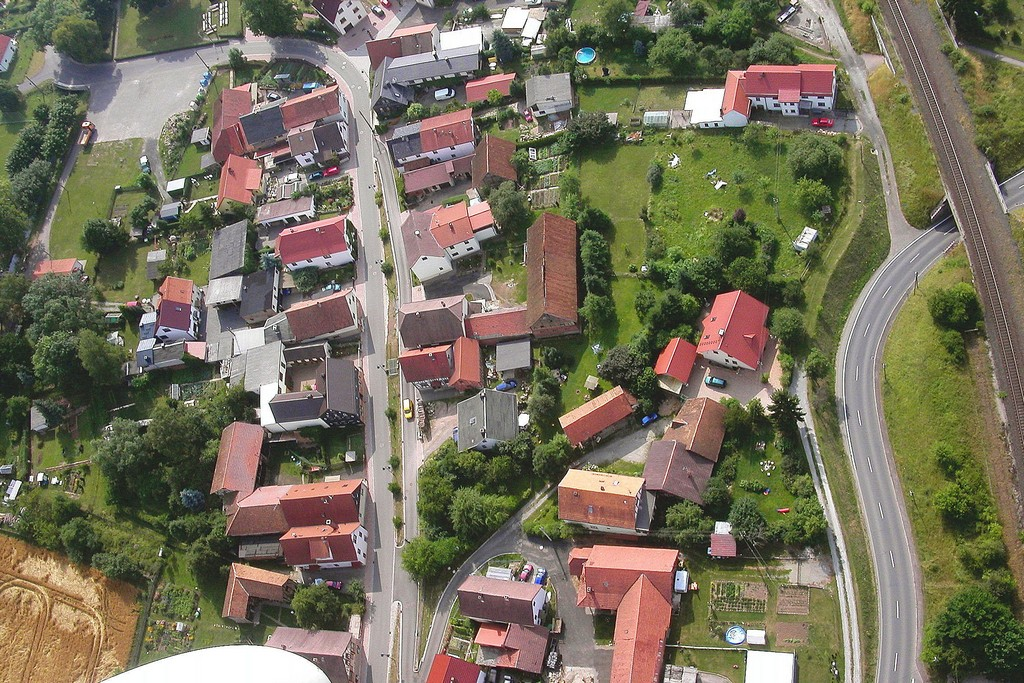
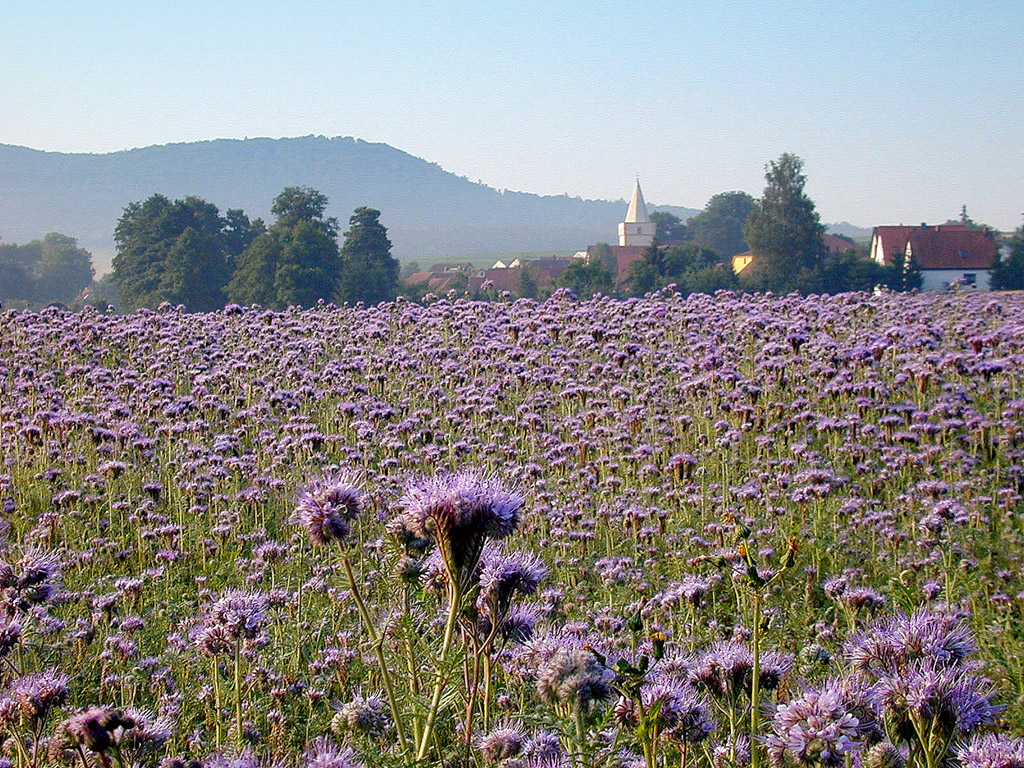
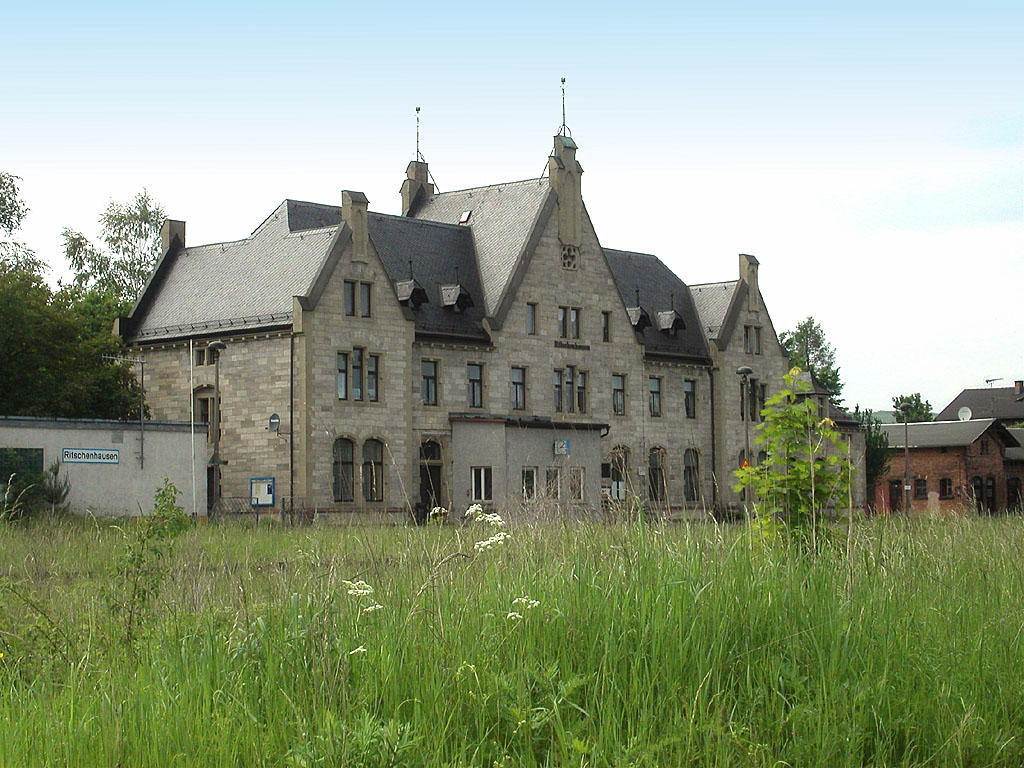
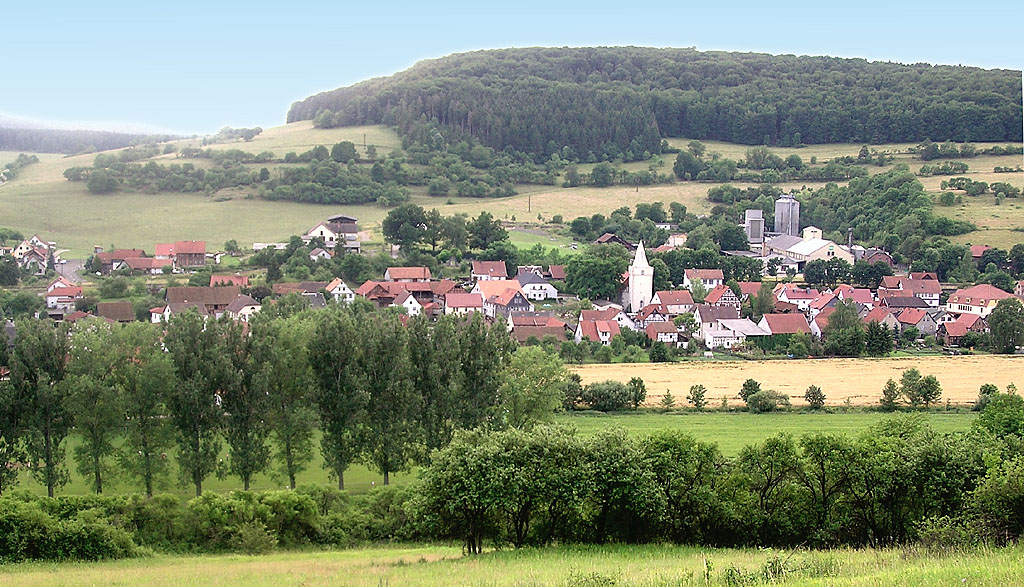
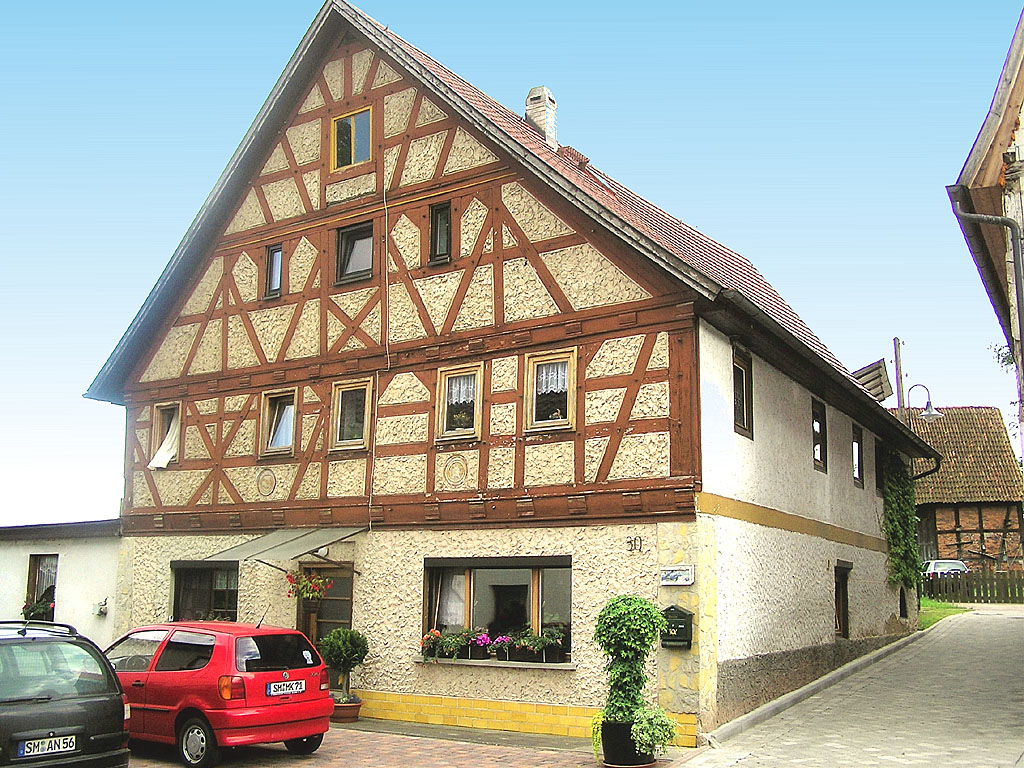
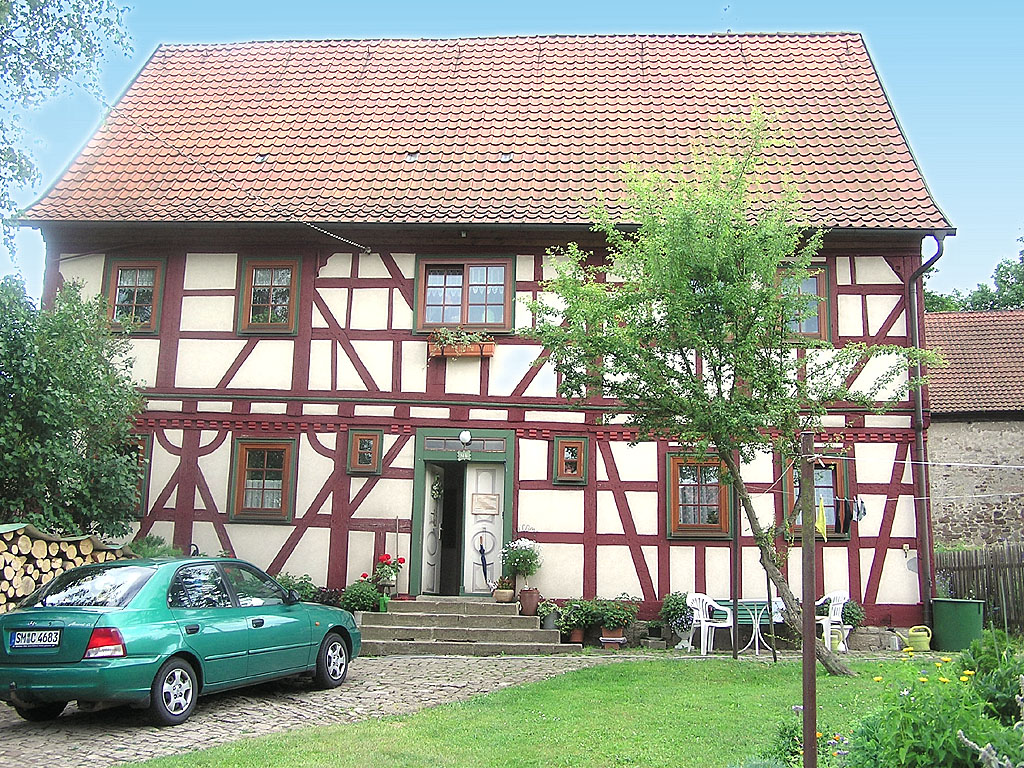